# S/S Active
S/S Active, senare Sophie, var en hjulångare, byggd vid Hammarstens varv i Norrköping och levererat till Postverket 1840. Fartyget var 20,4 meter långt och 4,2 meter brett. Hon hade en ångmaskin om 16 hästkrafter.
S/S Active skötte till en början posttrafiken på Gotland, från Stockholm via Västervik. År 1851 inköptes hon av Södertelge Ångbåts AB för trafik på traden Södertälje-Stockholm. Hon kom därefter under en följd år att placeras på olika ångbåtslinjer men med föga framgång. År 1853 sattes hon in av stockholmsbolaget Nya Aktie-Bolaget för Uppsala Sjöfart på traden Stockholm-Uppsala, men hade även där föga framgång. I stället såldes hon 1854 till disponenten Wallis vid Sandö glasbruk och sattes 1854 under namnet Sophie in på traden Sundsvall-Nyland. Redan på hösten såldes hon dock och sattes av nya ägare in på närtrafik i Sundsvallstrakten. År 1857 såldes hon till Mariefreds Ångfartygs Bolag för att sättas in på mälartrafik. År 1858 lades hon upp vid Läggesta gästgivargård. Fartyget såldes 1861 och skrotades troligen kort därefter.

## =Noter
1. ↑  Ångbåtarna på Uppsala I, artikel av Birger Jarl i årsboken Uppland 1946